# 金碧地利圣母堂

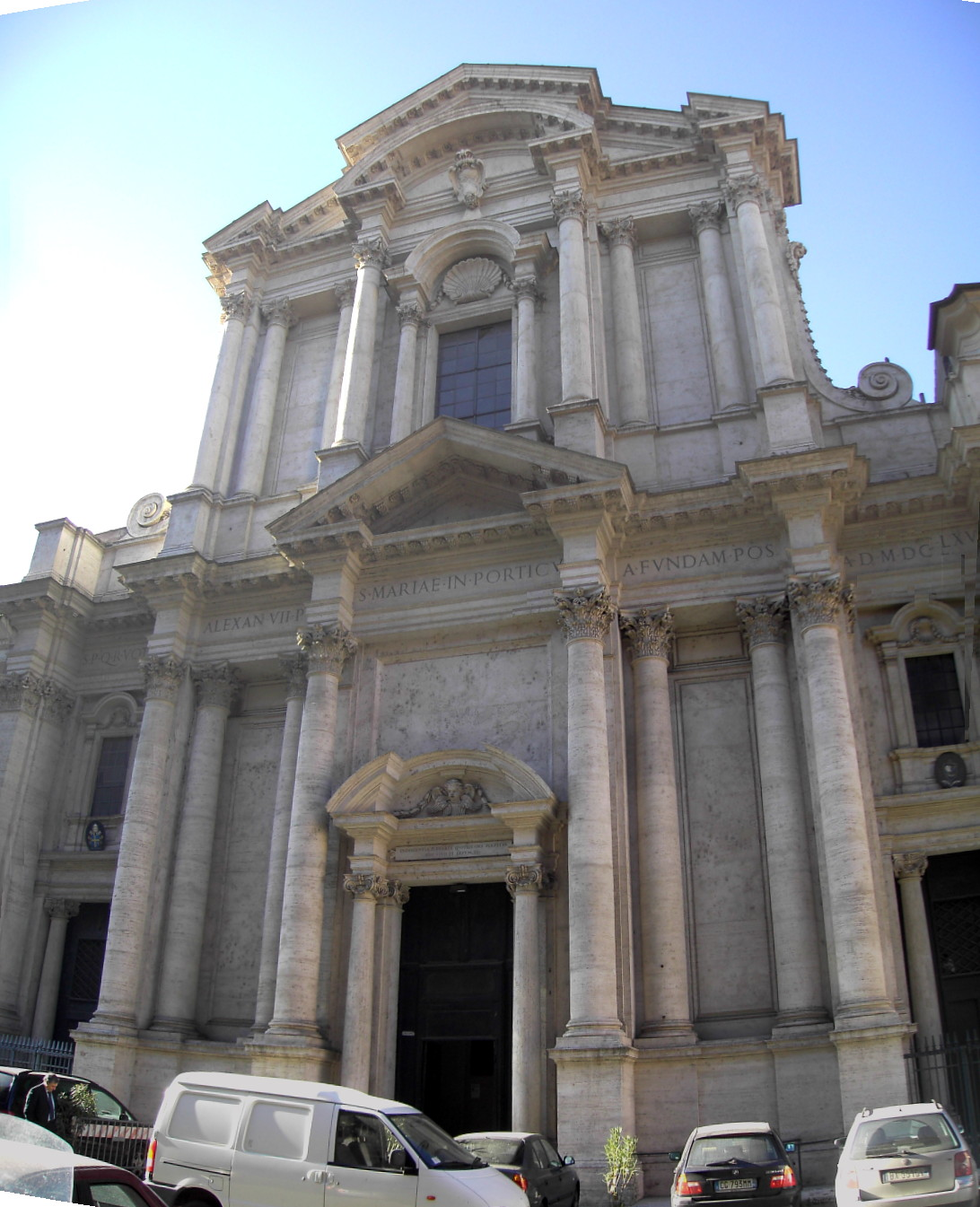
金碧地利圣母堂

41°53′35″N 12°28′46″E / 41.893127°N 12.479498°E
金碧地利圣母堂（義大利語：Santa Maria in Campitelli）是一座敬禮圣母的天主教聖堂，位于意大利罗马金碧地利广场（Piazza di Campitelli）。該堂也作為司鐸級樞機領銜聖堂。 
金碧地利圣母堂的圣母像为11世纪作品，但是传统认为它曾于524年奇迹般地出现在帮助穷人的罗马妇女Galla的桌子上，自590年起开始巡游罗马。它曾安放在现在被拆毁的 Oratory of Santa Gala，位于现在广场尽头屋大薇门廊（Porticus Octaviae）附近，因此又名门廊圣母堂。
据说这幅画像曾保佑罗马躲过了1656年的瘟疫，因此教宗亚历山大七世在1659年和1667年之间拆除原有聖堂，重建了目前的这座由卡洛·萊納爾迪设计的巴洛克风格。聖堂立面使用巨大的柱子强调垂直线条。